# POPくじら基地
『POPくじら番地』（ポップくじら番地）は、1984年4月18日から同年6月27日までテレビ東京で放送されていた芸能情報番組である。全11回。

## 概要
毎回日本国内外の人気アーティストたちのプロモーションビデオやステージライブを紹介していた。

## 放送時間
いずれも日本標準時。
- 水曜 19:00 - 19:30 （1984年4月18日 - 1984年5月23日）
- 水曜 19:00 - 20:00 （1984年5月30日 - 1984年6月27日） - 19:30から放送されていた『クイズとっても偉人伝』の跡地を吸収して30分拡大。

## 司会
- 渡辺徹
- つちやかおり